# Football Club Tiraspol
Ne pas confondre avec le FC Sheriff Tiraspol, un autre club de la même ville.
Maillots
Actualités
Le Football Club Tiraspol (en russe : Футбольный клуб Тирасполя), plus couramment abrégé en FC Tiraspol, est un ancien club moldave de football fondé en 1993 et disparu en 2015, et basé dans la ville de Tiraspol, en Transnistrie.

## Histoire

### Historique
- 1993 : fondation du club sous le nom de FC Constructorul Chișinău
- 1996 : 1re participation à une Coupe d'Europe (C2, saison 1996/97)
- 2001 : le club est renommé Constructorul-93 Cioburciu
- 21 mars 2002 : le club est renommé FC Tiraspol
- 26 mai 2015 : le club annonce sa dissolution[2]

## Bilan sportif

### Palmarès
| \| - Championnat de Moldavie (1) : - Champion : 1996-97. - Vice-champion : 1998-99 et 2013-14. - Coupe de Moldavie (3) : - Vainqueur : 1995-96, 1999-00 et 2012-13. - Finaliste : 1997-98 et 1998-99. - Supercoupe de Moldavie : - Finaliste : 2013. \| \| - Championnat de Moldavie D2 (1) : - Champion : 1994-95. - Championnat de Moldavie D3 (1) : - Champion : 1993-94. \| |  | |
| - Championnat de Moldavie (1) : - Champion : 1996-97. - Vice-champion : 1998-99 et 2013-14. - Coupe de Moldavie (3) : - Vainqueur : 1995-96, 1999-00 et 2012-13. - Finaliste : 1997-98 et 1998-99. - Supercoupe de Moldavie : - Finaliste : 2013. |  | - Championnat de Moldavie D2 (1) : - Champion : 1994-95. - Championnat de Moldavie D3 (1) : - Champion : 1993-94. |

### Bilan européen
Légende
- Victoire ou qualification pour le tour suivant
- Match nul
- Défaite ou élimination de la compétition

Note : dans les résultats ci-dessous, le score du club est toujours donné en premier.
| Saison    | Compétition         | Tour                | Club                 | Domicile | Extérieur | Total             |
| --------- | ------------------- | ------------------- | -------------------- | -------- | --------- | ----------------- |
| 1996-1997 | Coupe des coupes    | Tour préliminaire   | Hapoël Rishon LeZion | 1 - 0    | 2 - 3     | 3E - 3            |
| 1996-1997 | Coupe des coupes    | Seizièmes de finale | Galatasaray SK       | 0 - 1    | 0 - 4     | 0 - 5             |
| 1997-1998 | Ligue des champions | Premier tour Q      | MPKC Mazyr           | 1 - 1    | 2 - 3     | 3 - 4             |
| 1998-1999 | Coupe des coupes    | Tour préliminaire   | Rudar Velenje        | 0 - 0    | 0 - 2     | 0 - 2             |
| 1999-2000 | Coupe UEFA          | Tour préliminaire   | Ferencváros TC       | 1 - 1    | 1 - 3     | 2 - 4             |
| 2000-2001 | Coupe UEFA          | Tour préliminaire   | CSKA Sofia           | 2 - 3    | 0 - 8     | 2 - 11            |
| 2002      | Coupe Intertoto     | Premier tour        | FC Synot             | 0 - 0    | 0 - 4     | 0 - 4             |
| 2004-2005 | Coupe UEFA          | Premier tour Q      | Shirak FC            | 2 - 1    | 2 - 0     | 4 - 1             |
| 2004-2005 | Coupe UEFA          | Deuxième tour Q     | Metalurh Donetsk     | 1 - 2    | 0 - 3     | 1 - 5             |
| 2006      | Coupe Intertoto     | Premier tour        | MKT Araz Imishli     | 2 - 0    | 0 - 1     | 2 - 1             |
| 2006      | Coupe Intertoto     | Deuxième tour       | Lech Poznań          | 3 - 1    | 1 - 0     | 4 - 1             |
| 2006      | Coupe Intertoto     | Troisième tour      | SV Ried              | 1 - 1    | 1 - 3     | 2 - 4             |
| 2008      | Coupe Intertoto     | Premier tour        | Mika Erevan          | 0 - 0    | 2 - 2     | 2E - 2            |
| 2008      | Coupe Intertoto     | Deuxième tour       | Tavria Simferopol    | 0 - 0    | 1 - 3     | 1 - 3             |
| 2013-2014 | Ligue Europa        | Premier tour Q      | Skonto Riga          | 0 - 1    | 1 - 0 ap  | 1 - 1 (2 - 4 tab) |
| 2014-2015 | Ligue Europa        | Premier tour Q      | Inter Bakou          | 2 - 3    | 1 - 3     | 3 - 6             |

## Personnalités du club

### Présidents du club
- Victor Tulba

### Entraîneurs du club
- Alexandru Mațiura (1995 – 1998)
- Ihor Nadeine (1998 – 1999)
- Dumitru Tchihaïev (1999)
- Ion Caras (1999 – juin 2000)
- Dumitru Borcău (juillet 2000)
- Iurie Arcan (août 2000 – 2000)
- Ilie Vieru (2000 – janvier 2001)
- Nicolae Mandrîcenco (janvier 2001 – août 2001)
- Oleksandr Holokolosov (août 2001 – octobre 2001)
- Yuriy Koulish (2001 – 2002)
- Ihor Nakonetchni (2002 – juin 2003)
- Alexandru Mațiura (2003 – 2004)
- Victor Barîșev (2004)
- Yuriy Koulish (21 décembre 2004 – août 2006)
- Volodymyr Reva (août 2006 – 1er décembre 2008)
- Emil Caras (1er décembre 2008 – 30 juin 2009)
- Sergeï Yasinski (1er juillet 2009 – 31 décembre 2009)
- Iurie Blonari (1er janvier 2010 – 31 décembre 2010)
- Vlad Goian (1er janvier 2011 – décembre 2014)
- Lilian Popescu (15 décembre 2014 – 2015)

## Galerie

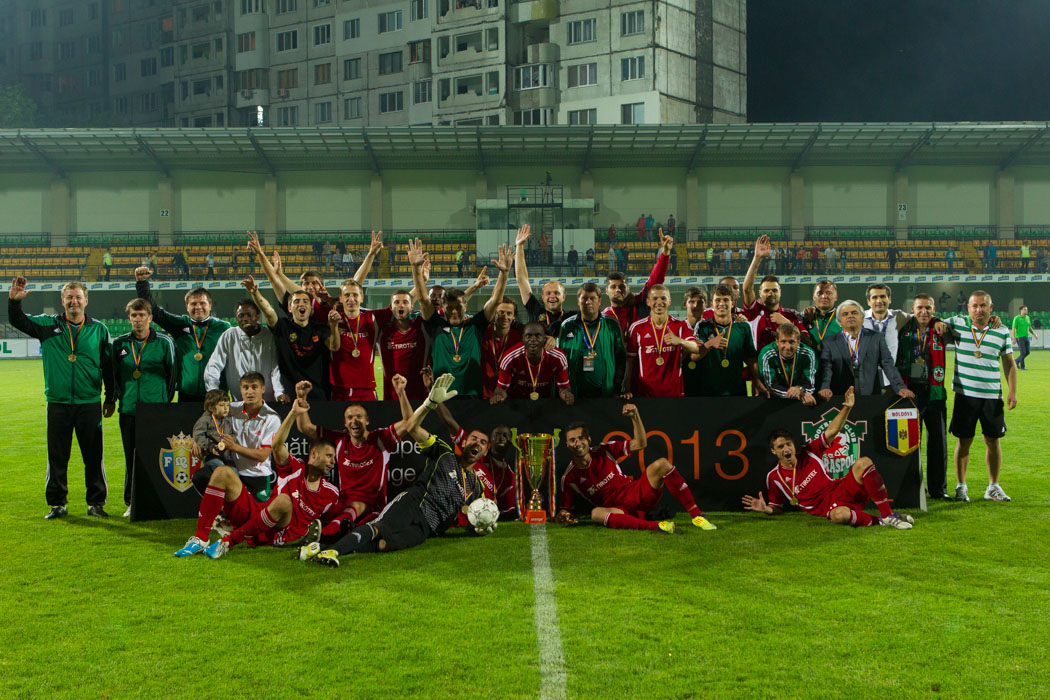
L'équipe lors de la coupe nationale 2012-13